# 4448 Phildavis
4448 Phildavis (1986 EO) là một tiểu hành tinh vành đai chính được phát hiện ngày 5 tháng 3 năm 1986 bởi Carolyn S. Shoemaker và Eugene M. Shoemaker ở Palomar.